# Scolopsis
Scolopsis är ett släkte av fiskar. Scolopsis ingår i familjen Nemipteridae.
Arter enligt Catalogue of Life:
- Scolopsis affinis
- Scolopsis aurata
- Scolopsis bilineata
- Scolopsis bimaculata
- Scolopsis ciliata
- Scolopsis frenatus
- Scolopsis ghanam
- Scolopsis lineata
- Scolopsis margaritifera
- Scolopsis monogramma
- Scolopsis taeniata
- Scolopsis taenioptera
- Scolopsis temporalis
- Scolopsis trilineata
- Scolopsis vosmeri
- Scolopsis xenochrous